# Ana Rita Joana Iracema e Carolina
 (février 2017).
Si vous disposez d'ouvrages ou d'articles de référence ou si vous connaissez des sites web de qualité traitant du thème abordé ici, merci de compléter l'article en donnant les références utiles à sa vérifiabilité et en les liant à la section « Notes et références ».
Albums de Ana Carolina
Ana Carolina
(1999) Estampado
(2003)
Singles
1. Ela É Bamba
2. Confesso
3. Quem de Nós Dois (La Mia Storia Tra le Dita)

Ana Rita Joana Iracema e Carolina est le deuxième album de la chanteuse MPB, pop brésilienne Ana Carolina, sorti en 2001, avec la participation de Alcione (Violão e voz) et Cláudia Raia (Dadivosa).
L'album s'est vendu à 250 000 exemplaires au Brésil, le certifiant disque de platine.

## Liste des titres
| 1.    | O Rio                                                                              | Ana Carolina                                     | 3:12 |
| 2.    | Confesso                                                                           | A. Carolina, Totonho Villeroy                    | 3:28 |
| 3.    | Ela é Bamba                                                                        | Totonho Villeroy                                 | 3:05 |
| 4.    | Implicante                                                                         | A. Carolina                                      | 3:10 |
| 5.    | Quem de Nós Dois (La Mia Storia Tra Le Dita) (adapté par A. Carolina, Dudu Falcão) | Gianluca Grignani, Massimo Luca                  | 5:04 |
| 6.    | Pra Terminar                                                                       | Herbert Vianna                                   | 4:38 |
| 7.    | Que Será                                                                           | Marina Pinto, Mário Rossi                        | 3:44 |
| 8.    | Joana                                                                              | A. Carolina                                      | 3:18 |
| 9.    | Violão e Voz                                                                       | A. Carolina                                      | 4:17 |
| 10.   | Vê Se Me Esquece                                                                   | A. Carolina                                      | 4:33 |
| 11.   | A Câmera Que Filma os Dias                                                         | A. Carolina, Totonho Villeroy                    | 3:22 |
| 12.   | Dadivosa                                                                           | A. Carolina, Adriana Calcanhotto, Neusa Pinheiro | 3:11 |
| 13.   | Que Se Danem Os Nós                                                                | A. Carolina, Totonho Villeroy                    | 4:03 |
| 14.   | Eu Nunca Te Amei Idiota                                                            | A. Carolina, Seu Jorge                           | 3:35 |
| 15.   | Me Sento Na Rua                                                                    | A. Carolina, Vanessa da Mata                     | 2:55 |
| 55:49 |                                                                                    |                                                  |      |